# ماريا بوريليوس
ماريا سيغريد أستريد بوريليوس (بالسويدية: Maria Borelius) (6 يوليو 1960)، هي وزيرة التجارة الخارجية السابقة، وصحفية علمية، ورائدة أعمال سويدية تعمل كمستشارة لشركات وأكاديميات ومؤسسات عالمية. ماريا عضوة في المجلس الاستشاري لأوروبا المفتوحة، وهي مؤسسة فكرية أوروبية لها مكاتب في لندن وبروكسل وبرلين تشجع الأفكار للإصلاح الاقتصادي والسياسي للاتحاد الأوروبي. ماريا عضوة في المجلس الاستشاري لأوروبا المفتوحة، وهي مؤسسة فكرية أوروبية لها مكاتب في لندن وبروكسل وبرلين تشجع الأفكار للإصلاح الاقتصادي والسياسي للاتحاد الأوروبي. كما أن ماريا هي شريك مع المياه الحية، وهي شركة استشارية مقرها لندن تركز على المسؤولية الاجتماعية للشركات والشؤون العامة وتطور استراتيجيات جمع التبرعات. وهي مستشارة لمعهد كارولنسكا، الذي يمنح جائزة نوبل في الطب، وجامعة لوند، وتعمل كاتبة عمود في صحيفة الأعمال اليومية السويدية، داجنس إندستري، التي تغطي أساسًا مجالات ريادة الأعمال والعلوم والبحوث والعولمة والسياسة.

## التعليم
- جامعة نيويورك 1986 (ماجستير في العلوم التقاريرية)
- جامعة لوند 1984 (بكالوريوس في علم الأحياء والرياضيات والفيزياء)

## المشوار السياسي
بين عامي 2007 و2012، كانت ماريا بوريليوس نائبة رئيس مجلس الإدارة والرئيس التنفيذي لمؤسسة يدا بيد الدولية، وهي مؤسسة خيرية مقرها المملكة المتحدة، وتعمل مع منظمات الشراكة في العالم النامي لتعزيز المشاريع وخلق فرص العمل بين النساء المهمشات. نشطت ماريا بوريليوس في العديد من مجالس إدارات الشركات المدرجة في البورصة السويدية، مع التركيز على شركات التكنولوجيا مثل Active Biotech و Sweco و Telelogic، وداخل الأوساط الأكاديمية، مثل المجلس الوطني السويدي للعلوم. في عام 2006، أيدت الانتخابات حزب التجمع المعتدل السويدي، على جدول أعمال لتعزيز روح المبادرة والمدارس والجامعات. تم انتخاب ماريا بوريليوس عضوا في البرلمان من محافظة ستوكهولم، وأصبحت وزيرة للتجارة الخارجية في حكومة وسط اليمين التي تشكلت بعد الانتخابات. في غضون بضعة أسابيع تم استقالة وزيران، وكان بوريليوس أحدهما. واعترفت بأنها خلال فترة التسعينيات، عندما كان أطفالها الأربعة صغارًا، استخدمت رعاية الأطفال دون إبلاغ السلطات الضريبية ودفعت الرسوم الاجتماعية بالكامل بنسبة 32٪، وفي استياء وسائل الإعلام الذي عقب ذلك، استقالت. ومنذ ذلك الحين، غيرت الحكومة السويدية النظام الذي يتم من خلاله دفع الضريبة الخاصة للأطفال جزئياً من خلال الإصلاحات المسماة «روت». بالتعاون مع رائدة الأعمال التلفزيونية آني فيجيليوس، بدأت القناة التلفزيونية الرقمية وبوابة التعلم العالم ك (K-World).
قبل أن تنشط ماريا باريليوس كصحافية علوم، ومحرر لأخبار المساء «تقرير» على التلفزيون الوطني السويدي. أنتجت العديد من البرامج التلفزيونية حول العلوم الشعبية، مثل «إلى الولادة» التي حصلت على جماهير قياسية. كما كتبت العديد من الكتب حول الطب الشعبي، مثل لقد ولدت (بالسويدية: Sedan du fött)، وترجمت إلى الألمانية والنرويجية والدنماركية، و «التموينية» (بالسويدية: Motboken) مع ماري بلوم. انضمت ماريا في عام 2013 إلى المجلس الاستشاري لأوروبا المفتوحة.
تعيش ماريا بوريليوس في بريطانيا منذ عام 2000، وهي متزوجة من غرير لارسون، ولديها أربعة أطفال ولدوا في أعوام 1990 و1992 و1993 و1995.

## الجوائز
- 2001 منحة «هيرتا» الفخرية من جمعية الصحفيين السويدية.
- 1994 جائزة الصحفي الكبير من صندوق السرطان السويدي.
- 1984 منحة العلوم السويدية.

## روابط خارجية
- الموقع الرسمي.
- ماريا بوريليوس في موقع البرلمان السويدي.
- ماريا بوريليوس في موقع حزب التجمع المعتدل.